# Frank Meechan
Francis „Frank“ Meechan (* 27. Oktober 1929 in Condorrat, Schottland; † 20. August 1976 in Croy, Schottland) war ein schottischer Fußballspieler. In seiner aktiven Karriere als Spieler gewann er mit Celtic Glasgow zahlreiche Titel.

## Karriere
Frank Meechan wurde 1929 in Condorrat, einem kleinen Dorf in der Region North Lanarkshire geboren. Im Jugendalter spielte er Fußball für Hibernian Edinburgh. Im Juli 1952 unterzeichnete er einen Vertrag bei Celtic Glasgow. Der in der Abwehr eingesetzte Meechan debütierte im August 1952 in der Mannschaft von Celtic bei einer 0:3-Niederlage gegen Hibernian. Im Finale des Coronation Cup im Jahr 1953, der zu Ehren der Krönung von Elisabeth II. ausgespielt wurde, blieb Meechan hinter Alex Rollo nur ein Platz als Ersatz. In der Liga und dem Pokal kam er regelmäßig zum Einsatz. Im Jahr 1954 holte er mit Celtic das Double aus Meisterschaft und Pokal. Im Jahr 1957 und 1958 gewann er mit dem Team zweimal infolge den Ligapokal. Meechan spielte für Celtic von 1952 bis 1959 in 116 Partien (86 Ligaspiele). In der Saison 1958/59 wurde er an Stirling Albion verliehen, bevor er seine Karriere beendete. Nach seinem Karriereende arbeitete er von 1968 bis 1975 als Scout für Celtic. Er starb im Jahr 1976 im Alter von 47 Jahren in Croy.

## Erfolge
mit Celtic Glasgow:
- Coronation Cup (1): 1953
- Schottischer Meister (1): 1954
- Schottischer Pokalsieger (1): 1954
- Schottischer Ligapokalsieger (2): 1957, 1958